# Hades 360
Pour les articles homonymes, voir Hadès (homonymie).
Hades 360, anciennement Hades est un parcours de montagnes russes hybrides avec une structure en acier et une piste en bois. L'attraction ouvre le 14 mai 2005 à Mount Olympus Water & Theme Park, à Wisconsin Dells, dans le Wisconsin. C'est la première réalisation de l'entreprise américaine The Gravity Group.
Les trains sont construits par la Philadelphia Toboggan Company. L'attraction est élue Meilleure nouvelle attraction en 2005 par Amusement Today.
Le parc à thèmes Mount Olympus s'inspire principalement de la mythologie grecque pour ces décors. Hades est baptisé en référence au maître des enfers du même nom. Une des grandes particularités de cette attraction est son passage dans un tunnel plongé dans le noir le plus profond. C'est d'ailleurs le plus long tunnel au monde pour des montagnes russes.
À partir de la saison 2013, l'attraction est renommée Hades 360 et une partie de son parcours est modifié par The Gravity Group pour lui ajouter une inversion de type Barrel Roll et un overbanked turn de 135°.

## Parcours
Le sous-verre comprend une colline de levage à chaîne de 136 pieds de haut avec une chute de 140 pieds à 65°, un tunnel de 800 pieds de long, un tire-bouchon et une courbe surbaissée de 110°,,.
Il a été élu Meilleur nouvelle attraction par le magazine Amusement Today lors de sa première année 2005, et a été classé parmi les 50 meilleures montagnes russes en bois aux Golden Ticket Awards chaque année sauf 2020. Hades 360 est la première montagne russe en bois à l'envers avec le plus long tunnel souterrain du monde, et c'est aussi le premier dessous de verre en bois à comporter un tire-bouchon et une inclinaison à 90° (en 2005) et à 110° (en 2013),.